# Leo Insam
Leo Insam (Bolzano, Italia; 6 de febrero de 1975 – 24 de junio de 2023) fue un jugador de hockey sobre hielo italiano que jugó en la posición de defensa. Es considerado como uno de los mejores jugadores de Italia en su posición.

## Carrera

### Club
| Periodo   | Club                            | Partidos | Goles | Asistencias | Puntos |
| --------- | ------------------------------- | -------- | ----- | ----------- | ------ |
| 1992-1994 | Gardena                         | 65       | 0     | 3           | 3      |
| 1994-1995 | Nanaimo Clippers                | 14       | 0     | 0           | 0      |
| 1995-1996 | Gardena                         | 48       | 5     | 18          | 23     |
| 1996-1997 | EC KAC                          | 51       | 1     | 6           | 7      |
| 1997-1999 | Düsseldorfer EG                 | 83       | 10    | 25          | 35     |
| 1998-1999 | → Tucson Gila Monsters (cedido) | 4        | 1     | 1           | 2      |
| 1999-2000 | Asiago Hockey 1935              | 40       | 16    | 18          | 34     |
| 2000-2004 | Milano Vipers                   | 180      | 39    | 55          | 94     |
| 2004-2009 | HC Bolzano                      | 119      | 25    | 41          | 66     |
| 2009-2010 | HC Gherdëina                    | 52       | 7     | 20          | 27     |

### Selección nacional
Jugó para Italia en 42 ocasiones de 1994 a 2001 donde anotó dos goles y dio cuatro asistencias; debutando el 31 de enero de 1994 en un partido ante Francia. Participó en dos ediciones de los Juegos Olímpicos de Invierno.

## Tras el retiro
Se retiró en 2010 por un problema físico crónico. Al retirarse se dedicó a la hotelería.

## Logros
- Campeonato italiano de hockey sobre hielo (4): 2001/02, 2002/03, 2003/04, 2007/08
- Copa Italia de hockey sobre hielo (2): 2002/03, 2006/07
- Supercopa italiana de hockey sobre hielo (4): 2001, 2002, 2007, 2008